# Petrobiona
Petrobiona is een geslacht van sponsdieren uit de klasse van de Calcarea (kalksponzen).

## Soort
- Petrobiona massiliana Vacelet & Lévi, 1958